# 宮原郵便局
宮原郵便局（みやはらゆうびんきょく）は、和歌山県有田市にある郵便局。民営化前の分類では無集配特定郵便局であった。

## 概要
住所：〒649-0434 和歌山県有田市宮原町新町220-2
かつては有田市内を箕島郵便局と共に担う集配郵便局かつ旧吉備町域の集配業務も担う集配郵便局であったが、現在当局の集配業務は箕島郵便局と湯浅郵便局へそれぞれ移管となった。

## 沿革
- 2003年（平成15年）2月24日 - 集配業務を箕島郵便局と湯浅郵便局へそれぞれ移管。
- 2007年（平成19年）10月1日 - 民営化。
- 2012年（平成24年）10月1日 - 日本郵便株式会社発足。

## 取扱内容
- 郵便、印紙、ゆうパック、内容証明
- 貯金、為替、振替、振込、国債、国際送金
- 生命保険、バイク自賠責保険
- ゆうちょ銀行ATM

## 風景印
- 図柄は有田川の鵜飼い。局名表記は「和歌山　宮原」
- 使用開始日は1949年11月28日

## 周辺
- 和歌山県立箕島高校宮原校舎
- 有田川